# Bohumil Ryba
Bohumil Ryba (8. listopadu 1900 Hradec Králové – 6. února 1980 Černošice) byl český klasický filolog, překladatel, politický vězeň a knihovník.

## Život
Studoval klasickou filologii v Praze, v Paříži, v Lyonu, v Mnichově a v Berlíně, působil na gymnáziích v Brně a v Praze. Roku 1934 jmenován mimořádným a roku 1938 řádným profesorem Filozofické fakulty UK v Praze. Člen České akademie věd a umění, roku 1952 jmenován členem korespondentem ČSAV, ale 1954 zatčen a odsouzen k 19 letům vězení. Po amnestii v roce 1960 pracoval jako knihovník a archivář v ČSAV a později v Památníku národního písemnictví.

## Dílo
Vydal řadu středověkých a humanistických textů, několik učebnic latiny, dva spisy Mistra Jana Husa, korespondenci J. A. Komenského, přeložil a vydal Balbínovu "Rukověť humanitních disciplín", Pavla Stránského "O státě českém", "Utopii" T. Mora, Suetoniovy "Životopisy dvanácti císařů" a další. Jako knihovník vydal seznamy rukopisů řady českých knihoven.